# Естествен език
Естествен език в лингвистиката и философията на езика е всеки език, който възниква по спонтанен начин в резултат на вродена способност, която притежава човешкият интелект. Естественият език се отличава от изкуствените езици и формалните езици каквито са езиците за програмиране или „езиците“, използвани при изучаване на формалната логика, особено математическата логика.
Въпреки че има голямо разнообразие от естествени езици, много от тях са сродни. Лингвистиката изучава техните прилики и произход. Всяко умствено развито и нормално човешко дете учи езика на своите родители, както и националния език за неговото семейство.
Чрез сравняване на различните естествени езици (сравнително езикознание), лингвистите изучаващи естествения език, се надяват да разберат повече за естеството на човешката езикова интелигентност, а също и за някои вродени отклонения или ограничения, които могат да имат влияние върху формирането на навици при придобиването на езикови умения.